# Ricardo Drubscky
Sebastião Ricardo Drubscky de Campos (Belo Horizonte, Minas Gerais, Brasil; 20 de enero de 1962) es un entrenador brasileño de fútbol.

## Carrera profesional
Comenzó su carrera como preparador físico de la cantera del Cruzeiro en 1986. Al año siguiente ocupó el mismo cargo en el primer equipo, pero dejó el club en 1988.
El primer equipo profesional de Drubscky fue la Universidad Católica del Ecuador en 1996 después de ganar la Copa São Paulo de Futebol Júnior del año con América Mineiro. En 1997 luego de una etapa en Mamoré regresa al América Mineiro como técnico del primer equipo.
Después de cargos directivos en Democrata-GV, Villa Nova, Ipiranga-MG, Araçatuba, Valeriodoce, Ipatinga, Botafogo-PB y Caxias, fue entrenador de fútbol en Atlético Mineiro y América. El 7 de mayo de 2005 fue nombrado técnico de la cantera del Cruzeiro.
El 14 de junio de 2008 regresó a Ipatinga para dirigirlo en la Série A brasileña, sin embargo fue despedido el 21 de agosto y posteriormente fue nombrado coordinador juvenil del Athletico Paranaense.
Drubscky fue nombrado al frente de Monte Azul el 20 de octubre de 2010. El 31 de mayo siguiente, se hizo cargo de Tupi, y llevó al club a un título de la Serie D.
El 20 de noviembre de 2011 fue nombrado entrenador del Volta Redonda para la campaña 2012. El 12 de junio del año siguiente regresó al Athetico Paranaense, ahora como entrenador del primer equipo.
Drubscky fue degradado a asistente tras la llegada de Jorginho, pero volvió a su puesto anterior en agosto de 2012 tras la destitución de este último. Logró el ascenso a primera división, pero fue despedido el 8 de julio de 2013. 
Drubscky estuvo posteriormente a cargo de Joinville, Criciúma, Paraná, Goiás y Vitória antes de ser designado en Fluminense el 24 de marzo de 2015, pero fue relevado de sus funciones en este último el 20 de mayo.
Luego de dirigir a Audax, Tupi y Anápolis, Drubscky regresó al América Mineiro el 20 de octubre de 2016 como director de fútbol. El 20 de junio de 2018 reemplazó al saliente Enderson Moreira como entrenador del primer equipo.

## Clubes
| Club                            | País    | Año       |
| ------------------------------- | ------- | --------- |
| Atlético Mineiro (juvenil)      | Brasil  | 1994      |
| América Mineiro (juvenil)       | Brasil  | 1995-1996 |
| Universidad Católica            | Ecuador | 1996      |
| Mamoré                          | Brasil  | 1996-1997 |
| América Mineiro                 | Brasil  | 1997      |
| Democra Villa Nueva             | Brasil  | 1997-1999 |
| Araçatuba                       | Brasil  | 2001      |
| Valeriodoce                     | Brasil  | 2002      |
| Ipatinga                        | Brasil  | 2003      |
| Botafogo-PB                     | Brasil  | 2003      |
| Caxias                          | Brasil  | 2003      |
| Cruzeiro (juvenil)              | Brasil  | 2005-2008 |
| Ipatinga                        | Brasil  | 2008      |
| Monte Azul                      | Brasil  | 2011      |
| Tupí                            | Brasil  | 2011      |
| Volta Redonda                   | Brasil  | 2012      |
| Atlético Paranaense (asistente) | Brasil  | 2012      |
| Atlético Paranaense             | Brasil  | 2012-2013 |
| Joinville                       | Brasil  | 2013      |
| Criciúma                        | Brasil  | 2014      |
| Parana                          | Brasil  | 2014      |
| Goias                           | Brasil  | 2014      |
| Victoria                        | Brasil  | 2015      |
| Fluminense                      | Brasil  | 2015      |
| Audax                           | Brasil  | 2015      |
| Tupí                            | Brasil  | 2016      |
| Anápolis                        | Brasil  | 2016      |
| América Mineiro                 | Brasil  | 2018      |
| Tombense                        | Brasil  | 2019      |
| Ciudad de Boston Brasil         | Brasil  | 2021      |
| Floresta                        | Brasil  | 2022      |

## Palmarés
América Mineiro
- Copa São Paulo de Futebol Júnior: 1996

Botafogo-PB
- Campeonato Paraibano: 2002

Tupí
- Campeonato Brasileiro Serie D: 2011

Atlético Paranaense
- Marbella Cup: 2013